# Rekreacje Mikołajka
Rekreacje Mikołajka (fr. Les Récrés du Petit Nicolas) – zbiór opowiadań dla dzieci, druga część przygód Mikołajka autorstwa René Goscinnego i rysownika Jeana Jacques'a Sempégo. 
Książka ukazała się w 1964 roku (to wydanie zawierało także wznowienie części pierwszej). Na język polski Rekreacje... przełożyły Tola Markuszewicz i Elżbieta Staniszkis. Polskie wydanie ukazało się w 1986 roku nakładem Naszej Księgarni.

## Lista opowiadań[1]
| Tytuł francuski          | Polskie tłumaczenie              |
| ------------------------ | -------------------------------- |
| Alceste a été renvoyé    | Alcesta wylali ze szkoły         |
| Le nez de tonton Eugène  | Nos stryjka Gienia               |
| La montre                | Zegarek                          |
| On fait un journal       | Drukujemy gazetę                 |
| Le vase rose du salon    | Różowy wazon z salonu            |
| À la récré, on se bat    | Na następnej pauzie - bijemy się |
| King                     | King                             |
| L'appareil de photo      | Aparat fotograficzny             |
| Le football              | Mecz piłki nożnej                |
| Le musée de peintures    | Galeria obrazów                  |
| Le défilé                | Defilada                         |
| Les boy-scouts           | Harcerze                         |
| Le bras de Clotaire      | Ręka Kleofasa                    |
| On a fait un test        | Testy                            |
| La distribution des prix | Rozdanie nagród                  |

## W innych językach
- język czeski – Mikulášovy přestávky
- język francuski – Les Récrés du petit Nicolas